# شيفروليه سايل
شيفروليه سايل (بالإنجليزية: Chevrolet Sail)‏ هي عبارة عن سيارة صغيرة تصنعها شركة جنرال موتورز شانغهاي (بالإنجليزية: Shanghai General Motors Company Ltd)‏ منذ سنة 2001. سوقت السيارة باسم بويك سايل. وفي 2005 سوقت في الصين باسم شيفروليه سايل. في 2010 ظهر جيل جديد بتصميم جديد كليا.

## الجيل الثاني (2010-2012)
الجيل الثالث 2012